# Ivan Freysleben
Ivan Freysleben foi um nadador brasileiro, especialista no nado de costas em provas de média distância (200 e 400 m). Desde 2000 seu nome está eternizado na Calçada da Fama do Clube de Regatas do Flamengo.
Ele foi tricampeão carioca em 1938, 1939 e 1940, além de recordista brasileiro e sul-americano, nos 200m costas. Em 1940, bateu outro recorde, o sul-americano dos 400m costas e foi campeão pan-americano dos 100m costas.